# Anton Knab
Anton Knab (* 3. März 1878 in Bodenheim; † 14. März 1945 im KZ Dachau) war ein deutscher römisch-katholischer Lehrer und Märtyrer.

## Leben
Franz Anton Knab wuchs als jüngstes von sieben Kindern eines Winzers in Bodenheim bei Mainz auf. Er besuchte Schulen in Dieburg und Mainz und trat 1899 in das Mainzer Priesterseminar ein. 1900 verließ er es wieder, schloss den Wehrdienst als Leutnant der Reserve ab und studierte ab 1901 zunächst in Gießen, dann in Straßburg und von 1903 bis 1907 wieder in Gießen Religion, Algebra, Geometrie und Französisch. Er wurde Lehramtsrefendar, verweigerte aus Examensangst das Assessorexamen und unterrichtete an einer Mainzer Privatschule. Im Ersten Weltkrieg wurde er mit dem Eisernen Kreuz I. Klasse ausgezeichnet. 1928 kam er als Lehrer an die Volksschule Wöllstein (südöstlich Bad Kreuznach).
Dort bildete er zusammen mit dem Studienassessor Emil Heinrich Darapsky, dessen promovierter Schwester Elisabeth Darapsky, sowie Pfarrer Josef Nikodemus (1898–1983) gegen die örtlichen Nationalsozialisten eine ideelle Widerstandsgruppe, die sich mancherlei Schikanen ausgesetzt sah. Am 14. Oktober 1943 wurden alle vier verhaftet. Der Prozess fand am 6. September vor dem Volksgerichtshof in Berlin statt. Knab sagte dort: „Stalin und Mussolini sind Teufel. Und der Führer ist der Oberteufel.“ Knab wurde von dem Vorwurf der Wehrkraftzersetzung freigesprochen, jedoch von der Gestapo sofort wieder verhaftet. Über mehrere Gefängnisse kam er am 7. Februar 1945 in das KZ Dachau und wurde dort nach Aussage von Pfarrer Robert Rainfurth am 14. März 1945 von einem Aufseher mit dem Spaten erschlagen.

## Gedenken
Die deutsche Römisch-katholische Kirche hat Anton Knab als Märtyrer aus der Zeit des Nationalsozialismus in das deutsche Martyrologium des 20. Jahrhunderts aufgenommen. In der Gedenkstätte Laurenzikirche bei Gau-Algesheim hängt sein Bild. Sein Name steht seit 1995 auf einer Gedenktafel an der katholischen Kirche St. Remigius in Wöllstein. In Bodenheim (Langgasse 16) ist zu seiner Erinnerung ein Stolperstein verlegt.